# Marsdenia glandulifera
Marsdenia glandulifera är en oleanderväxtart som beskrevs av Cyril Tenison White. Marsdenia glandulifera ingår i släktet Marsdenia och familjen oleanderväxter. Inga underarter finns listade i Catalogue of Life.